# لاخه
لاخه (به اسپانیایی: Lage) یک دهستان اسپانیا است.

## خصوصیات
لاخه ۳۷٫۴۸ کیلومترمربع مساحت و ۳٬۵۵۸ نفر جمعیت دارد.